# ヘイウッド・ハンセル
ヘイウッド・ハンセル (Haywood Shepherd Hansell, Jr., 1903年9月28日 - 1988年11月14日) は、アメリカの軍人。最終階級は、空軍少将。

## 生涯
1903年9月28日、ヴァージニア州フォートモンローで父ヘイウッド・ハンセル（Haywood S. Hansell）陸軍大佐（軍医）の息子として誕生する。1924年ジョージア工科学校を卒業。1928年2月23日飛行士官候補生に合格した。カリフォルニア州マーチフィールドで基礎と高等の飛行学校を卒業。
1934年末、第1追撃航空隊長となったクレア・リー・シェンノートの下で、アクロバットチーム「フライング・トラピーズの三人男」を結成する。この時のハンセルは少尉だった。

### 第二次世界大戦
1944年8月28日、サイパンの第21爆撃集団の司令官に着任した。ヘンリー・アーノルド大将は日本本土爆撃を実行する司令官に着任したハンセル准将に対し「B-29の狙いは大量の爆弾を搭載しはるか遠くに運ぶ能力という攻撃力にある。しかし現時点この爆撃機の性能をいかした攻撃が実行できていない。わが軍で最も優れた部隊の1つを君に任せれば、B-29をいかして打ちのめすと信じる」と書簡を送った。ハンセルは1944年11月23日から出撃命令を出すが、マリアナ基地の未完と天候に恵まれず戦果を上げることができなかった。
ハンセルによる戦略爆撃において、主目標は中島飛行機武蔵製作所、三菱重工業名古屋発動機製作所とされ、第2目標は東京・名古屋の市街地の爆撃とされていた。1944年11月23日、ハンセルは第1次サン・アントニオ作戦で初めてB-29への出撃命令を出したが、マリアナ基地が未完成であったことや、目標の中島飛行機武蔵製作所上空の天候に恵まれず、111機のB-29のうち武蔵製作所を爆撃できたのは24機のみであった。11月27日の第2次サン・アントニオ作戦では、東京市街地への空襲で143戸焼失、486名罹災の被害が出たが、主目標である武蔵製作所への爆撃は失敗。12月13日・18日の三菱重工業名古屋発動機製作所への空襲の際は、名古屋市街地へも爆弾が落ちて民間人に被害が出た。
東京、名古屋の対する爆撃で主目標を中島飛行機、三菱重工、第2目標を市街地とする爆撃の命令を行いつつも、11月29日には、東京工業地域を第一目標とした最初のレーダー照準による夜間爆撃が行われ、1945年1月3日には名古屋のドッグ地帯と市街地を第一目標とした昼間爆撃を実施している。これらの爆撃でハンセルは焼夷弾による無差別爆撃をテストしており、大規模な無差別爆撃の準備を進めていた。
アーノルドは中国からのB29の爆撃を中止させてその部隊をマリアナに合流させ、1945年1月20日、ハンセルの後任としてカーチス・ルメイ少将を司令官に任命した。戦後ハンセルは「もし自分が指揮を執り続けていたら大規模な地域爆撃（無差別爆撃）を行わなかっただろう。自分の罷免は精密爆撃から地域爆撃への政策転換の結果である」と語っているが、実際はハンセルの任期から無差別爆撃の準備を進め、実験的に実行しており、無差別爆撃の方針についてルメイは基本的にハンセルの戦術を踏襲している。

### 戦後
1946年、ハンセルは予備役を申し出て、同年12月31日に退役した。その後、ペルーでの航空会社顧問や南大西洋ガスの社長を歴任したが、ホイト・ヴァンデンバーグ米空軍参謀総長の指示で1951年7月15日にアメリカ空軍に復帰。1955年に退役後は、ゼネラル・エレクトリックのオランダ支社長を務め、1967年に退職。サウスカロライナ州ヒルトンヘッドに隠居を構えた。
1988年11月14日に、肺水腫と心不全の合併症で死去した。85歳没。